# Thorleif Torgersen
Thorleif Torgersen var en norsk bokser som boksede for Idrettsforeningen Ørnulf. Han vandt en guldmedalje i vægtklassen bantamvægt i NM 1915.